# ادیت اکباور
ادیت اکباور (آلمانی: Edith Eckbauer; ۲۷ اکتبر ۱۹۴۹) قایقران روئینگ زن اهل آلمان بود.
وی در مسابقات کشوری و بین‌المللی در مجموع برندهٔ ۴ مدال برنز شده‌است.